# Antoon Roosens
Antoon Roosens (Meerbeke, 24 augustus 1929 - Schaarbeek, 30 oktober 2003) was een Belgisch Vlaamsgezind marxistisch bestuurder en politicus voor de Vlaamse Demokraten (VD).

## Biografie
Antoons vader, Polydore Roosens, was onderwijzer, voormalig burgemeester van Meerbeke en secretaris bij de lokale afdeling van de Christelijke Mutualiteit.
Antoon Roosens studeerde rechten aan de Rijksuniversiteit Gent. Hij vervulde nadien zijn dienstplicht bij de Militaire Politie in Tervuren, waar hij reeds bekendstond als flamingant. Hij liep stage aan de balie bij Edgard Van Cauwelaert in Brussel, die hem introduceerde in het Brusselse flamingantische middenveld.
In 1958 werd Roosens secretaris van het Vlaams Komitee Brussel en verzette hij zich tegen de verplichte talentelling die toen bestond, vooraleer de taalgrens werd vastgelegd. Roosens vond dat de tellingen de rechten van de Vlamingen tekortdeden en lag mee aan de basis van de boycot van de telling in 1957, waarna ze werd uitgesteld en uiteindelijk nooit meer werd georganiseerd.
Hij was als secretaris van het Vlaams Aktiekomitee voor Brussel en Taalgrens (de voorloper van het Taal Aktie Komitee), een van de organisatoren van marsen op Brussel in 1961 en 1962 en een mars op Antwerpen (1963), waarvoor hij een groot aantal Vlaamse culturele verenigingen en drukkingsgroepen verzamelde rond thema's als de afschaffing van de talentelling, de begrenzing van de Brusselse agglomeratie en het vastleggen van de taalgrens.
Roosens was een tegenstander van het Egmontpact uit 1977, dat volgens hem de rechten van de Vlaming onvoldoende vrijwaarde. Hij vormde de kern van links verzet tegen dit Gemeenschapspact. Hij maakte zowel deel uit van het algemene Anti-Egmontkomitee als van het linkse Komitee voor een Demokratisch Federalisme.
Roosens was ook lid van de Vlaamse Volksbeweging en bereidde talrijke acties voor.

## Partijpolitiek
Roosens probeerde samen met VU'er Daniël Deconinck een Vlaams travaillistisch front uit te bouwen, de Vlaamse Demokraten, maar deze kon geen aansluiting vinden met de VU onder invloed van rechtse krachten zoals Karel Dillen en pater Marcel Brauns. De lijst kwam afzonderlijk op en haalde slechts 0,2% van de stemmen bij de verkiezingen van 1965. Roosens trok de lijst in de kieskring Leuven.
Roosens probeerde de linkse Vlaamse krachten te verenigen onder het Demokratisch Aktiekomitee (DAK) in de periode april '67 - eind '68. Hierin waren leden van de Kommunistische Partij, Socialistische Beweging Vlaanderen (de latere Revolutionaire Arbeiders Liga) en activisten uit de studentenbeweging aanwezig (het latere Amada). De Vlaamse Demokraten en de Socialistische Beweging Vlaanderen verenigden zich later in de Revolutionaire Socialisten.

## Gedachtegoed
Roosens maakte een evolutie door van taal- en cultuurflamingant naar de sociaal-economische kwesties van het federalisme en ten slotte van het separatisme.
In 1965 ontdekte hij het marxisme, waarna hij in contact kwam met onder meer Ernest Mandel en Jaap Kruithof. Hij werd vooral beïnvloed door Antonio Gramsci en begon marxistische analyses te maken van de Vlaams-nationalistische strijd.

## Publicist
Hij analyseerde de Vlaams-Belgische verhoudingen altijd vanuit een links, later marxistisch standpunt. Hij was jarenlang voorzitter van het Masereelfonds en schreef talloze artikels in progressieve tijdschriften.
Roosens ging hierbij uit van een gramsciaans perspectief, nl. dat van de culturele hegemonie. Hieruit volgde voor Roosens automatisch het verwerpen van de "Bourgeoisstaat België".
Hij was de bedenker van het Marshallplan voor Wallonië. Volgens hem moest Wallonië niet geholpen worden door de Belgische geldstromen via de sociale zekerheid die het arbeiderspotentieel steriel maken door de creatie van nepbanen, maar via tijdelijke financiële steun die wordt gebruikt als investeringskapitaal in de economie, die werkelijk de Waalse economie gezond zou maken in plaats van de hangmatsolidariteit. Dit zou moeten gebeuren vanuit een onafhankelijk Vlaanderen, dat die geldstromen zou kunnen leveren door de efficiëntie van een eigen economisch beleid.